# Ø (roman)
 For alternative betydninger, se Ø (flertydig). (Se også artikler, som begynder med Ø)
Ø (engelsk: Island) er en utopisk/dystopisk roman skrevet af Aldous Huxley (1894–1963) og udgivet i 1962, som omhandler et utopisk øsamfund.
Handlingen foregår på en fiktiv ø (muligvis i sydøst-Asien, hvor menneskene lever i nærmest absolut harmoni med hinanden, i en slags postmoderne idealsamfund. Meget af handlingen går med at beskrive, hvorledes et sådant idealsamfund kan fungere. På mange måder beskriver romanen det modsatte samfund skildret i Fagre nye verden. Harmonien på øen er truet af en konge uden magt, men med ambitioner, olieforekomster og internationale olieselskaber, og nabostater med helt andre grundværdier.
| Bog | Spire Denne artikel om bøger og tidsskrifter er en spire som bør udbygges. Du er velkommen til at hjælpe Wikipedia ved at udvide den. |